# Ismail Azzaoui
Ismail Azzaoui, né le 6 janvier 1998 à Bruxelles en Belgique, est un footballeur belgo-marocain qui joue au poste de milieu de terrain. Il possède la double nationalité marocaine et belge.

## Biographie

### En club

#### Formation au VfL Wolfsburg
Natif de Bruxelles, Ismail Azzaoui grandit dans la commune de Saint-Josse-ten-Noode dans une famille marocaine. Il est inscrit très jeune au football par son père dans l'académie du RSC Anderlecht. Réalisant des prestations de haute qualité dans les catégories des jeunes à Anderlecht, Ismail Azzaoui pense toutefois ne pas pouvoir percer dans le club. Il cite dans une interview avec 7sur7 : "Je vais vous dire la vérité: je suis parti car aucun Marocain n'a percé à Anderlecht en venant des jeunes. Je pense que je n'aurais pas eu ma chance". Le directeur technique du club Jean Kindermans (nl) assure que "Il pouvait devenir le premier Marocain à réussir chez nous".  
En avril 2014, il refuse un contrat professionnel avec le RSC Anderlecht et s'engage dans le centre de formation du Tottenham Hotspur. Le Liverpool FC et l'Ajax Amsterdam étaient également en pourparlers avec le club bruxellois. Ismail Azzaoui y évolue pendant une saison chez les U17, avant son départ vers l'Allemagne, dans le club du VfL Wolfsburg en échange d'une somme de 750.000 euros. Le 21 août 2015, il signe un contrat de cinq ans, allant jusqu'en mi-2020.
Le 21 novembre 2015, il fait ses débuts professionnels en Bundesliga contre le Werder Brême. Il entre à la 75e minute en jeu à la place de Daniel Caligiuri (victoire, 6-0).  En décembre, il est repris pour les matchs de Ligue des champions de la saison 2015/2016. S'apprêtant à disputer un match de Ligue des champions contre le KAA La Gantoise, le joueur n'entre finalement pas en jeu.
Le 21 septembre 2016, lors d'un entraînement avec son club, il se blesse gravement. À la suite d'un test de MRI, il est indisponible pour tout le reste de la saison en raison d'une rupture des ligaments croisés.
Le VfL Wolfsburg prête Ismail Azzaoui en août 2017 au Willem II Tilburg, le treizième de l'Eredivisie 2016/2017. Le 15 octobre 2017, il inscrit son premier but lors d'un match contre le FC Twente. Lors de ce match, il entre en deuxième mi-temps en remplaçant Jordy Croux et marque le but du 2-1 quinze minutes plus tard (victoire, 3-1). Au total, Ismail Azzaoui dispute 27 matchs sous le maillot tilbourgois. 
Lors de son retour au VfL Wolfsburg en 2018, le Cercle Bruges KSV est intéressé pour faire signer le jeune ailier. Quelques jours plus tard, il se blesse gravement au genou droit et se voit contraint de subir une opération au genou. Il rate à nouveau une saison complète en Bundesliga.
En août 2020, son contrat avec le VfL Wolfsburg prend fin. Le club allemand décide de ne pas prolonger son contrat. Le joueur se retrouve libre de tout contrat pendant trois mois.

#### Heracles Almelo
Au début octobre 2020, le club d'Heracles Almelo décide de rapatrier le joueur en le faisant passer des tests au sein du club.
Le 27 octobre 2020, il signe un contrat d'un an avec l'Heracles Almelo en Eredivisie. Le 22 novembre 2020, il dispute son premier match de la saison contre l'Ajax Amsterdam (défaite, 5-0). Il entre en jeu à la 56e minute à la place d'Orestis Kiomourtzoglou.
Le 20 novembre 2021, il marque un doublé face au Fortuna Sittard et cède sa place à la 87ème minute à Orestis Kiomourtzoglou (victoire, 3-1). Le 1er décembre 2021, il offre une passe décisive sur le premier but inscrit par Sinan Bakis, avant de se blesse gravement au genou face au Feyenoord Rotterdam (défaite, 2-1). Un jour plus tard, son club annonce la fin de saison d'Ismail Azzaoui.

#### Omonia 29
Le 24 décembre 2024, Omonia 29 a annoncé avoir signé Azzaoui.

### En sélections nationales
Ismail Azzaoui est né en Belgique de parents marocains. Il possède la double nationalité belge et marocaine. Il est appelé dans la majorité des catégories inférieures de l'équipe de Belgique.
En mai 2015, il prend part au championnat d'Europe des moins de 17 ans avec l'équipe de Belgique U17. La Belgique atteint la demi-finale contre la France. Azzaoui est titularisé lors des cinq matchs. Il marque au total trois buts, avec un doublé en phase de poule contre la Tchéquie, et un but en quart contre la Croatie. 
Quelques mois plus tard, en octobre 2017, il est de nouveau convoqué avec la Belgique pour prendre part à la Coupe du monde des moins de 17 ans. Ismail Azzaoui et ses coéquipiers atteignent la troisième place de la compétition grâce à une victoire de trois buts à deux contre le Mexique. Il joue au total quatre matchs lors du mondial junior.
À la suite de ses débuts professionnels en Bundesliga avec le VfL Wolfsburg, il déclare à propos de son choix international définitif: "Je ne ferme pas la porte à l'équipe du Maroc. Le Maroc a comme la Belgique, une nouvelle jeune génération. C'est un pays de football en plein évolution. Ils peuvent très bien se qualifier à une Coupe du monde. C'est la chose la plus belle pour un joueur de football. Je verrais où l'avenir me mènera.".
Le 4 septembre 2016, il est convoqué par Gert Verheyen avec la Belgique U19. Il débute avec une titularisation en match amical contre l'Angleterre. Il est remplacé par Dante Vanzeir à la 88e minute (victoire, 1-0).
Le 18 août 2019, il est présélectionné par Patrice Beaumelle avec le Maroc olympique pour une double confrontation contre l'équipe du Mali olympique comptant pour les qualifications à la Coupe d'Afrique des moins de 23 ans.

## Statistiques

### En club
| Saison                | Club                  | Championnat           | Championnat | Championnat | Championnat | Coupe(s) nationale(s) | Coupe(s) nationale(s) | Coupe(s) nationale(s) | Compétition(s) continentale(s) | Compétition(s) continentale(s) | Compétition(s) continentale(s) | Compétition(s) continentale(s) | Autres compétitions | Autres compétitions | Autres compétitions | Autres compétitions | Total | Total | Total |
| Saison                | Club                  | Division              | M.          | B.          | P.d.        | M.                    | B.                    | P.d.                  | Comp.                          | M.                             | B.                             | P.d.                           | Comp.               | M.                  | B.                  | P.d.                | M.    | B.    | P.d.  |
| 2015-2016             | VfL Wolfsburg         | Bundesliga            | 2           | 0           | 0           | -                     | -                     | -                     | C1                             | 0                              | 0                              | 0                              | -                   | -                   | -                   | -                   | 2     | 0     | 0     |
| 2015-2016             | VfL Wolfsburg II      | Regionalliga Nord     | 1           | 0           | 0           | -                     | -                     | -                     | -                              | -                              | -                              | -                              | -                   | -                   | -                   | -                   | 1     | 0     | 0     |
| 2016-2017             | VfL Wolfsburg II      | Regionalliga Nord     | 1           | 2           | 0           | -                     | -                     | -                     | -                              | -                              | -                              | -                              | -                   | -                   | -                   | -                   | 1     | 2     | 0     |
| 2019-2020             | VfL Wolfsburg II      | Regionalliga Nord     | 7           | 2           | 4           | -                     | -                     | -                     | -                              | -                              | -                              | -                              | -                   | -                   | -                   | -                   | 7     | 2     | 4     |
| Sous-total            | Sous-total            | Sous-total            | 9           | 4           | 4           | -                     | -                     | -                     | -                              | -                              | -                              | -                              | -                   | -                   | -                   | -                   | 9     | 4     | 4     |
| 2017-2018             | Willem II (prêt)      | Eredivisie            | 24          | 4           | 6           | 3                     | 1                     | 0                     | -                              | -                              | -                              | -                              | -                   | -                   | -                   | -                   | 27    | 5     | 6     |
| 2020-2021             | Heracles Almelo       | Eredivisie            | 18          | 1           | 2           | 1                     | 0                     | 1                     | -                              | -                              | -                              | -                              | -                   | -                   | -                   | -                   | 19    | 1     | 3     |
| 2021-2022             | Heracles Almelo       | Eredivisie            | 12          | 3           | 2           | 1                     | 0                     | 1                     | -                              | -                              | -                              | -                              | -                   | -                   | -                   | -                   | 13    | 3     | 3     |
| 2022-2023             | Heracles Almelo       | Eerste Divisie        | 20          | 3           | 3           | -                     | -                     | -                     | -                              | -                              | -                              | -                              | -                   | -                   | -                   | -                   | 20    | 3     | 3     |
| Sous-total            | Sous-total            | Sous-total            | 50          | 7           | 7           | 2                     | 0                     | 2                     | -                              | -                              | -                              | -                              | -                   | -                   | -                   | -                   | 52    | 7     | 9     |
| 2023-2024             | Araz Nakhitchevan     | Premyer Liqası        | 26          | 2           | 1           | 4                     | 0                     | 1                     | -                              | -                              | -                              | -                              | -                   | -                   | -                   | -                   | 30    | 2     | 2     |
| 2024-2025             | Omonia 29M (en)       | Cyta Championship     | 6           | 0           | 0           | 0                     | 0                     | 0                     | -                              | -                              | -                              | -                              | PO                  | 1                   | 0                   | 1                   | 7     | 0     | 1     |
| Total sur la carrière | Total sur la carrière | Total sur la carrière | 117         | 17          | 18          | 9                     | 1                     | 3                     | -                              | 0                              | 0                              | 0                              | -                   | 1                   | 0                   | 1                   | 127   | 18    | 22    |

## Style de jeu
Ismail Azzaoui est un joueur pouvant évoluer sur les deux ailes. Il est droitier mais utilise souvent son pied gauche. Ses qualités principales sont sa vitesse et sa technique.

## Palmarès

### En club
|  |  | VfL Wolfsburg II - Championnat d'Allemagne de quatrième division : - Regionalliga Nord (1) : - Champion : 2016. |  | Heracles Almelo - Championnat des Pays-Bas de deuxième division (1) : - Champion : 2023. |

### En sélections nationales
|  |  | Belgique -17 ans - Coupe du monde -17 ans : - Troisième : 2015. |